# Nomo de los Dos cetros

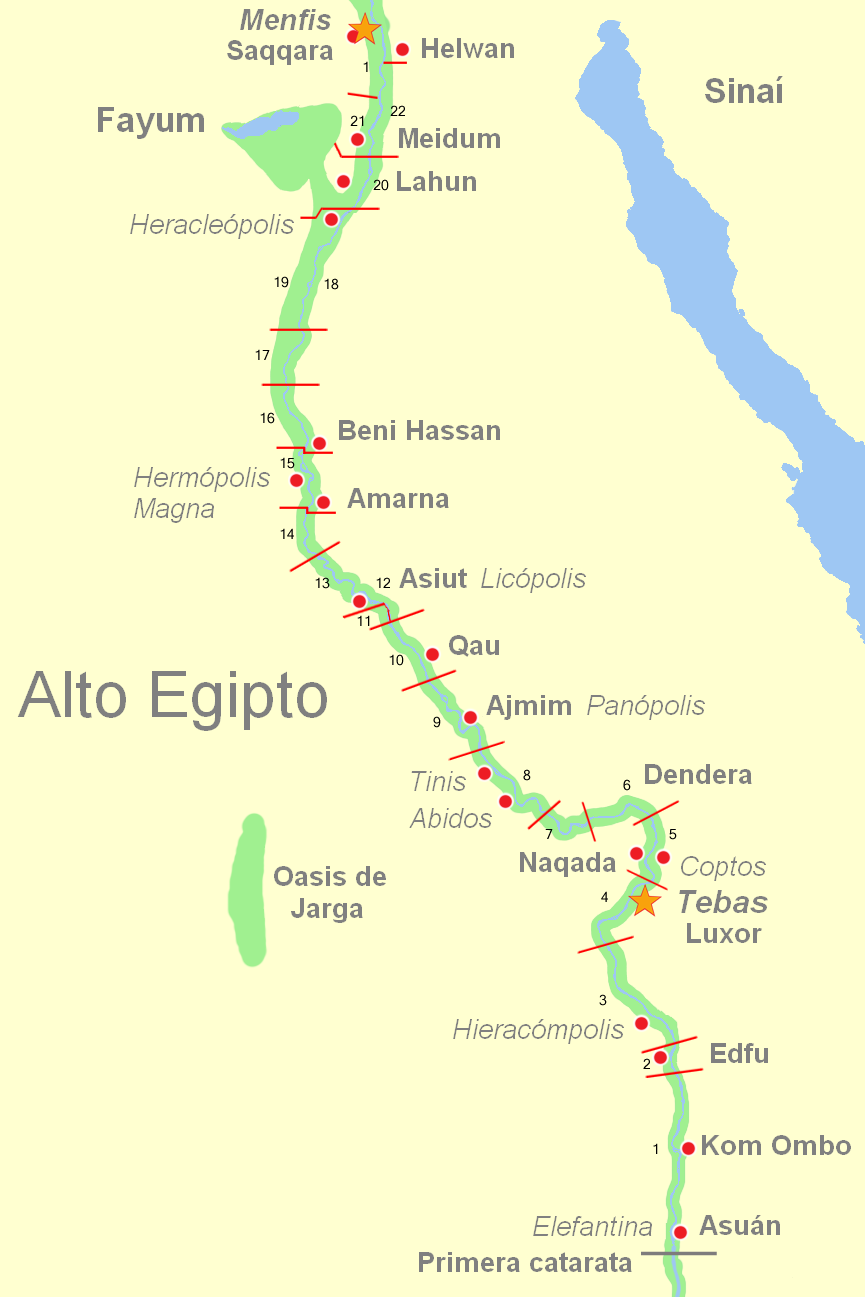
Nomos del Alto Egipto.

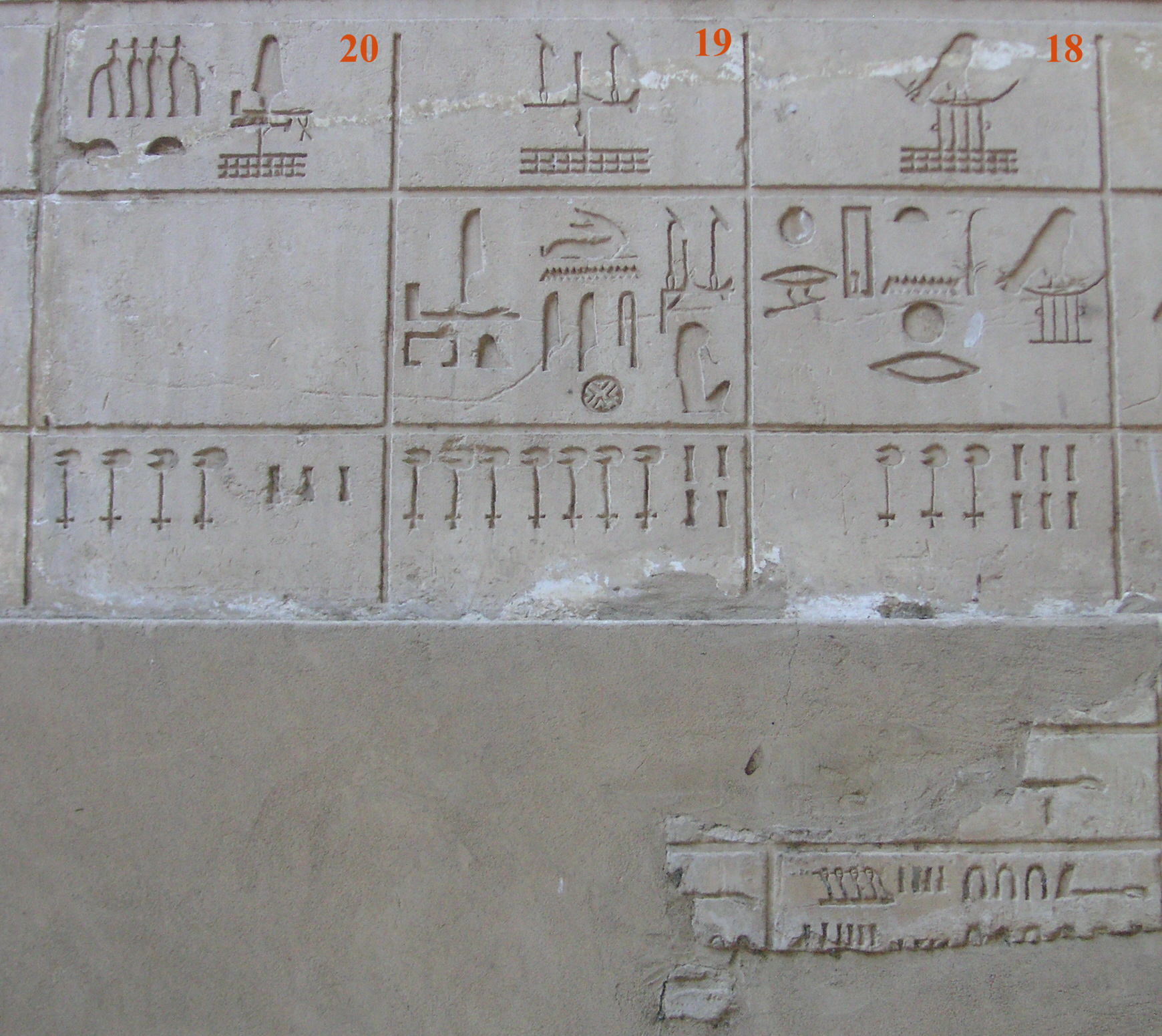
Representación de los nomos XVIII, XIX y XX en la Capilla Blanca de Karnak.

El nomo de los Dos Cetros, nomo de los Cetros puros, nomo Uab o nomo Uabuy (en egipcio antiguo wȝbwy) es uno de los nomos (división administrativa) del Antiguo Egipto. Aunque el número de nomos cambió a lo largo de su historia, este sería el nomo XIX de los veintidós nomos del Alto Egipto en el período dinástico.
Durante el Período Tardío su capital fue la griega Oxirrinco, la antigua  Per-Medyed (en la actual El-Bahnasa, gobernación de Menia), que adquirió su máximo esplendor por su emplazamiento geográfico y su puerto fluvial.
Su primera mención como nomo se encuentra en el Reino Antiguo en tiempos del rey Sahura de la dinastía V. En la lista de nomos que se encuentra en la Capilla Blanca de Sesostris I de la dinastía XII, en Karnak, están los 22 nomos del Alto Egipto que ya quedaron fijados desde la dinastía V. En el nomo XIX aparecen, además de la capital, otras ciudades destacadas, como Wenesi e Iaq, no localizadas. Durante el Reino Nuevo no aparece como nomo independiente y en el período saíta vuelve a destacar, con su capital en Oxirrinco.
| S40 · b · S40 | R12 · N24 |

| S40 · b · S40 | R12 · N24 |

## Deidades
Se registran cultos a deidades como Set y en Oxirrinco recibe un culto local el pez Mormyrus que tenía su importancia por la mitología de Osiris.
En la Capilla Blanca, la deidad principal, representativa de este nomo es Igay.
Una descripción completa de la mitología de esta zona del Alto Egipto se encuentra en el Papiro Jumilhac.